# Cristo y la adúltera (Pittoni)
Cristo y la adúltera (en italiano: L'adultera prima di Cristo) es una pintura de Giambattista Pittoni, realizada entre 1730 y 1740. Forma parte de la colección permanente del Sheffield Galleries and Museums Trust.